# 白草坪水库
白草坪水库是中国河北省石家庄市赞皇县境内的一座水库，位于子牙河系滏阳河上，建于1973年。水库正常库容为2380万立方米，集雨面积为230平方千米，海拔为283米。